# Eboraphyllus
Eboraphyllus is een kevergeslacht uit de familie van de boktorren (Cerambycidae). De wetenschappelijke naam van het geslacht werd voor het eerst geldig gepubliceerd in 1945 door Mckeown.

## Soorten
Eboraphyllus is monotypisch en omvat slechts de volgende soort:
- Eboraphyllus middletoni McKeown, 1945